# El Expolio (El Greco, versiones de medio cuerpo)
Se conocen variantes del Expolio, en versión de medio cuerpo, obras del Greco con la colaboración de su taller o de Jorge Manuel Theotocópuli. En su catálogo razonado de obras del Greco, Harold Wethey las menciona con las referencias X-92, X-93, X-94 y X-95.

## Tema de la obra
Según Camón Aznar, el Greco quizás habría realizado una segunda versión de El expolio (el Greco, Toledo), reducida y sin las Tres Marías, a fin de contrarrestar algunas objeciones teológicas. Esta hipotética versión quizá fuera el modelo del cual partirían las cuatro versiones de medio cuerpo de El expolio. Sin embargo, no existe ninguna evidencia de esta segunda variante para la Catedral de Toledo.

## Versión delMuseo de Bellas Artes de Lyon
Óleo sobre lienzo; 46 x 58 cm.; 1581-85 circa. Wethey le asigna el número X-93.  
El Expolio, en versión de medio cuerpo, conservado en el Museo de Bellas Artes de Lyon, es una de las cuatro versiones de este formato, con mayor o menor participación del Greco, de su taller o de Jorge Manuel Theotocópuli.
Esta obra corresponde a una versión reducida (de la parte superior) de El expolio (el Greco, Múnich), porque reproduce la vista posterior de un hombre calvo de edad avanzada (el segundo a la derecha, detrás del esbirro de la túnica verde), que aparece en esta versión, pero que no existe en El expolio (el Greco, Toledo). El Dr. Soehner cree que este lienzo salió del taller del Greco antes de 1586.
Obra auténtica para Camón Aznar, Mayer y Cossío. Obra de escuela, según Wethey.

### Procedencia
- Conde de Lambertye (venta en París, 15/04/1868)
- Prince T. (venta en París, 13/05/1870)
- Bellet du Poisat, quien legó la pintura al Museo de Lyon el año 1884.

## Versión delMuseo de Bellas Artes de Budapest
Óleo sobre lienzo; 129 x 160 cm.; comienzos del siglo XVII; Wethey le asigna el número X-95.
A diferencia de la versión de Lyon, en este cuadro y en los dos siguientes, no aparece el hombre calvo de edad avanzada (el segundo a la derecha).
El catálogo del museo lo considera auténtico, si bien modernamente se le atribuye a un hipotético "Maestro de Budapest." El número de figuras se ha reducido a ocho, y hay menos alabardas. La escena es diurna, puesto que no aparece ningún personaje con una antorcha.

### Procedencia
- Theodore Duret, París (1908)
- Barón Thomitz.
- Nemes, Marcell, Budapest (venta el año 1913)
- Baró André Herzog, Budapest.
- Museo de Bellas Artes de Budapest.

## Versión delMuseo Nacional de Cardiff
Óleo sobre lienzo; 130 x 163 cm.; comienzos del siglo XVII; Wethey le asigna el número X-92.
Esta pintura muestra el momento dramático cuando los soldados expolian las vestimentas de Cristo, justo antes de la Crucifixión. Excepcionalmente entre las variantes del Expolio, ésta es una escena nocturna, iluminada por antorchas y con una luz divina descendiendo del Cielo a través de una obertura entre las nubes. En la parte central superior, un soldado porta una antorcha, y en la parte izquierda otro soldado lleva otra en la mano.
Wethey considera a esta versión de una calidad superior a la variante de Lyon, a pesar de que no llega a la calidad de las mejores versiones de cuerpo entero. Las tres figuras principales se copiaron cuidadosamente de El expolio (el Greco, Toledo) pero el resto se realizó de modo más abreviado.
Obra auténtica, según Manuel Bartolomé Cossio, August L. Mayer y José Camón Aznar. Obra de taller, según Harold Wethey.

### Procedencia
- J.Buck, Jerez de la Frontera, antes de 1902 (vendida a Christie's el 15/06/1923)
- Barón H. von Grundherr
- Miss Gwendoline E. Davies, Gregynog Hall, Gales, quien la legó al Museo
- Museo Nacional de Cardiff

## Versión de la Fundación María Cristina Masaveu Peterson
Óleo sobre lienzo; 140 x 165 cm.; comienzos del siglo XVII; Wethey le asigna el número X-94
Obra auténtica, según Cossío, Mayer y Camón Aznar. Según Wethey, este lienzo es la mejor versión del tipo de las de medio cuerpo.
Colaboración de Francisco Prevoste, según información de la Fundación María Cristina Masaveu.
Gudiol comenta que esta obra fue abusivamente repintada en el siglo XIX por Vicente López cubriendo totalmente el celaje y gran parte de las figuras. Como en la versión de Budapest, disminuye el amontonamiento alrededor de Cristo, la expresión es más dulce y el dramatismo tiene menos tensión. La atmósfera está sugerida por una técnica evanescente, rica en extraños contrastes de luces y sombras.
Según Wethey, aunque es una obra del taller del Greco, es de gran calidad. El número de personajes se ha reducido a ocho, y solamente hay representadas dos alabardas. Una limpieza y restauración recientes han eliminado una extraño nimbo alrededor de la cabeza de Cristo, de un tipo que el Greco jamás había pintado, así como unas nubes sobrepintadas que afeaban el fondo del cuadro. También se ha demostrado que no se trata de una escena nocturna, ya que anteriormente la alabarda de la parte izquierda estaba sobrepintada de manera que parecía una antorcha.
En un reciente estudio, se relaciona esta obra con la variante de Cardiff.

### Procedencia
- Tomás de Verí; Marquesado de la Cenia; Marrachí, Mallorca, antes de 1908
- Marquesa viuda de la Cenia; Palma
- Florencio Miliqua (1940)
- Colección Delclaux Aróstegui, Bilbao (entre 1930 y 1963)
- Rafael Romero, Madrid (1963)
- Edmund Peel & Asociados, subasta de 30 de octubre de 1950, lote-11-

Así aparece en la ficha de la obra, realizada por Leticia Ruiz Gómez, y recogida en el catálogo "Colección Masaveu, Grandes Mestres da Pintura Espanhola. Greco, Zurbarán, Goya, Sorolla" (pàgina 52) con motivo de la exposición celebrada en el Museo Nacional de Arte Antiguo, de Lisboa entre el 21 de noviembre y el 3 de abril de 2016.